# Platinum Dunes
A Platinum Dunes é uma empresa de produção cinematográfica norte-americana. Ela foi criada por Michael Bay, Andrew Form e Brad Fuller, em 2003, principalmente para produzir filmes de terror de sucesso dos anos 70. As duas primeiras produções da companhia, foi o remake de O Massacre da Serra Elétrica: O Início e Horror em Amityville, gerando mais de 100 milhões de dólares.
Em 27 de maio de 2012, a "Platinum Dunes" anunciou que iria reiniciar a adaptação dos quadrinhos do filme Tartarugas Ninja.